# Anna Dunér (professor)
Anna Dunér, född 1962, är professor i socialt arbete vid Göteborgs universitet.
Anna Dunér disputerade år 2007 på avhandlingen To maintain control: negotiations in the everyday life of older people who can no longer manage on their own. Hennes forskning fokuserar på områdena formellt och informellt nätverk för personer i behov av långvarigt stöd, personlig assistans inom familjen, äldre och åldrande samt äldreomsorgens organisation och yrkesgrupper.
Hon har (2018) medverkat i Forskning om personlig assistans: en antologi, som belyser flera olika perspektiv och ger en överblick över 2010-talets forskning inom personlig assistans. 
Dunérs vetenskapliga publicering har (2025) enligt Google Scholar drygt 1400 citeringar och ett h-index på 24.